# Seefrosch
Der Seefrosch (Pelophylax ridibundus, Syn.: Rana ridibunda) gehört innerhalb der Ordnung der Froschlurche zur Familie der Echten Frösche (Ranidae). Außerdem wird er nach Aussehen, Lebensweise und Verwandtschaftsbeziehungen zu den Wasserfröschen gerechnet, die inzwischen in eine eigene Gattung Pelophylax gestellt werden. Der Seefrosch gilt als „gute Art“, seine genaue Verbreitung ist jedoch noch nicht abschließend geklärt. Terra typica der Art ist Atyrau (früher Gurjew) in Kasachstan, am Nordende des Kaspischen Meeres. Über die Biologie der Seefrösche speziell dieser Region ist noch sehr wenig bekannt, eine Analyse der Rufe liegt vor.

## Merkmale

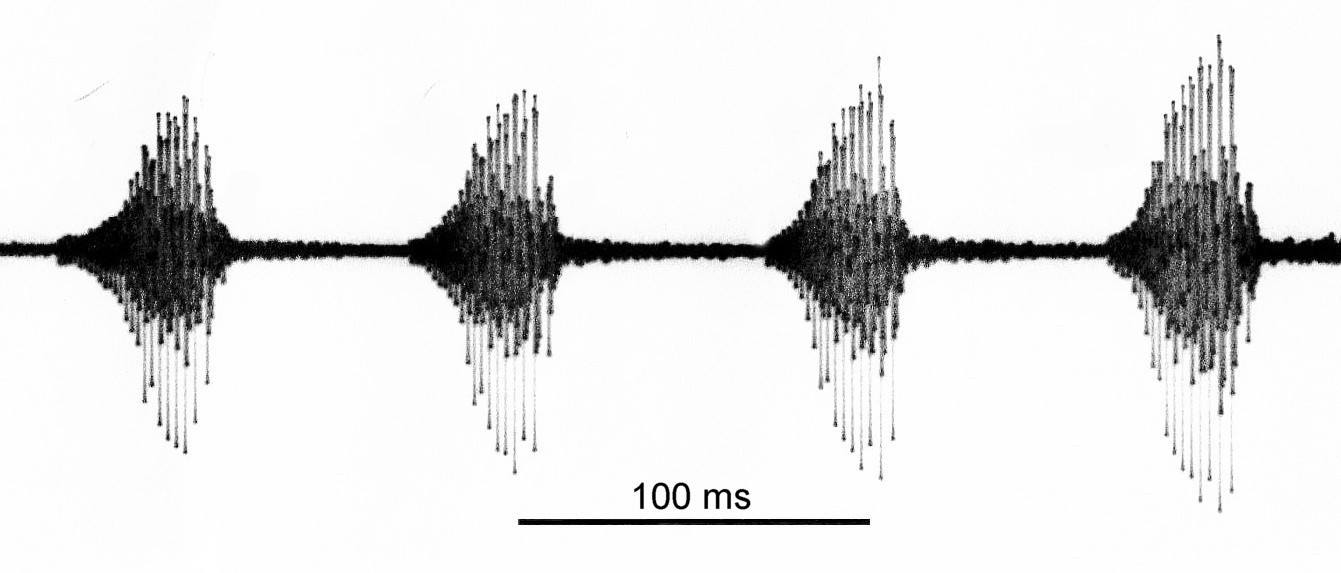
Schallbild (Oszillogramm) von vier Impulsgruppen aus einem Paarungsruf eines Seefrosch-Männchens. Tonbandaufnahme am 20. Mai 1990 bei Atyrau, Kasachstan. Die Wassertemperatur betrug 20 °C

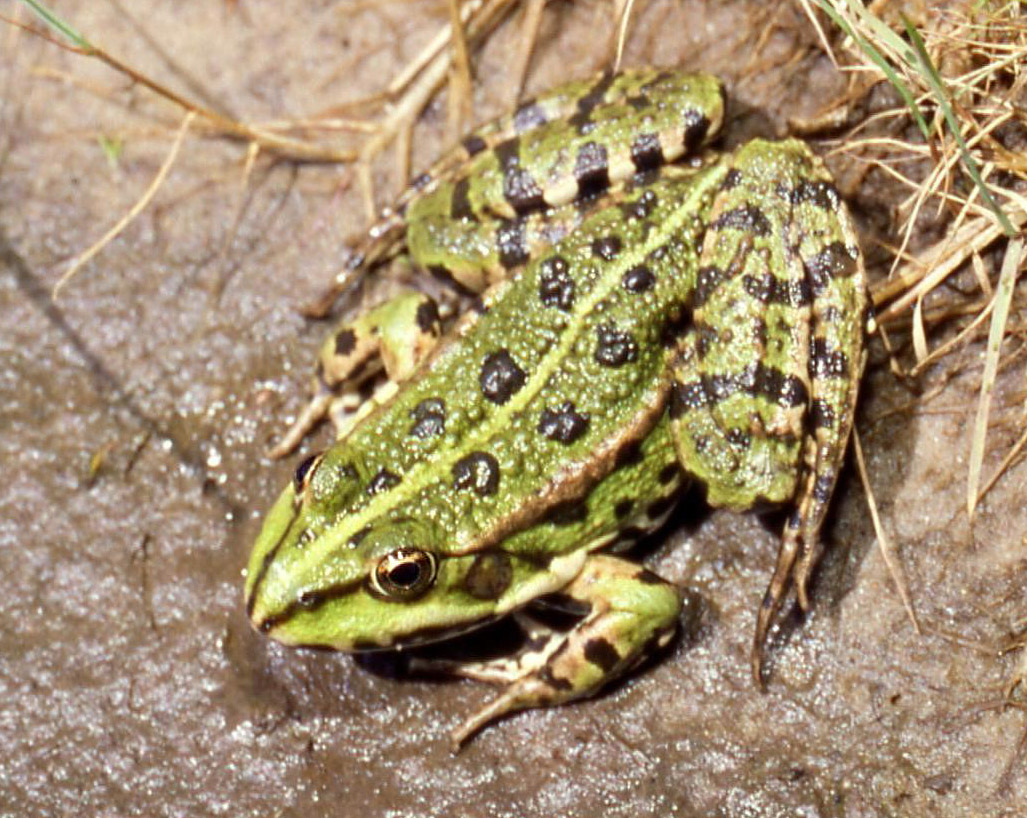
Jüngeres Seefrosch-Weibchen aus Ostfriesland mit Rückenlinie und grasgrüner (teichfroschähnlicher) Färbung und Zeichnung

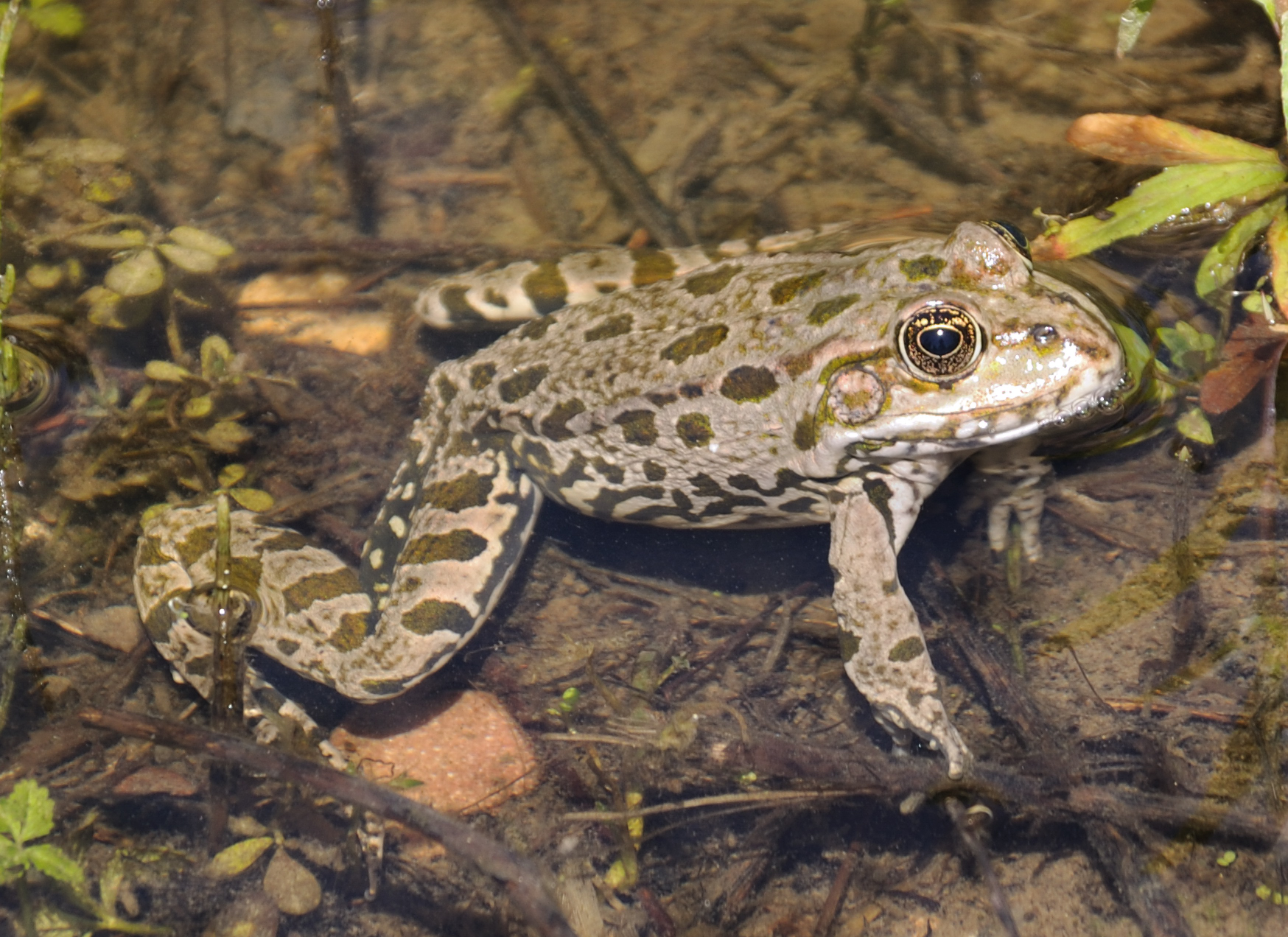
Der Rückenstreifen kann bei manchen Exemplaren auch fehlen; bei diesem Tier aus Hessen fallen außerdem die großen Flecken und die graue Grundfärbung auf

Die Kopf-Rumpf-Länge reicht von 10 bis zu 16 Zentimetern; Exemplare über 10 Zentimeter sind meistens Weibchen. Die Oberseite ist meist olivgrün oder olivbraun, in Mitteleuropa kaum grasgrün, mit deutlichen dunklen Flecken. Die wasserfroschtypische, grüne Rückenmittellinie ist meist vorhanden. Die Innenseiten der Oberschenkel sind weiß-grau und schwarz marmoriert (Gelbanteile fehlen normalerweise); die paarigen Schallblasen der Männchen sind dunkelgrau. Der Körperbau ähnelt dem seiner Verwandten Kleiner Wasserfrosch und Teichfrosch mit allerdings anderen Proportionen. So sind die Hinterbeine bzw. Unterschenkel in Relation zum Rumpf sehr lang. Der Fersenhöcker ist klein und flach.

## Rufe und Rufverhalten
Die Männchen rufen „oäk, oäk“ (Revierruf) sowie laut und klangvoll „reck-keck-keck-keck-keck“ (Paarungsruf) in abgehackter Lautfolge, so dass es sich wie ein kräftiges Lachen anhört (vergleiche Artepitheton ridibundus = der Lachende). Umschreibungen der Rufe sind gebräuchlich, sie vermitteln allerdings keinerlei exakte Angaben über die Merkmale der Rufe.
Die Paarungsrufe der Seefrösche aus Atyrau, Kasachstan, bestehen bei 20 Grad Celsius Wassertemperatur im Mittel aus 8,16 Impulsgruppen, diese haben eine mittlere Dauer von 50,2 Millisekunden, die Intervalle zwischen ihnen messen 44 Millisekunden, die mittlere Anzahl der Impulse pro Impulsgruppe beträgt 18. Der dominante Frequenzbereich erstreckt sich von 1400 bis 2400 Hertz.
Während der Untersuchungen bei Atyrau vom 11. Mai bis 21. Mai 1990 wurden Rufe zwischen 13,2 Grad Celsius und 25,6 Grad Celsius registriert. Alle wichtigen Rufmerkmale sind mit der Wassertemperatur korreliert. Bei steigender Wassertemperatur nehmen die Dauer der Impulsgruppen, die Intervalle dazwischen, wie auch die Dauer der Paarungsrufe und die Pausen zwischen ihnen ab, die Zahl der Impulse pro Impulsgruppe bleibt dagegen unbeeinflusst. Alle Änderungen sind beim Hören der Rufe deutlich wahrnehmbar.
Außer dem Paarungsruf kommen drei Typen von Revierrufen vor, die sich aufgrund der Zusammensetzung der Tonhöhen und des Aufbaus aus Impulsen hörbar unterscheiden. Der Revierruf Typ 1 ist der Ruf, der mit „Oak“ umschrieben wird und von dem sich der Begriff „quaken“ als eine Art Lautmalerei ableitet. Die akustischen Merkmale der Revierrufe sind ebenfalls mit der Wassertemperatur korreliert.

## Fortpflanzung
In Mitteleuropa erfolgt die Paarung meist zwischen Ende April und Ende Mai. Die Weibchen setzen in Gewässern nacheinander mehrere Laichballen mit insgesamt bis zu 16000 Eiern ab. Ein einzelner Laichballen enthält mehrere hundert Eier. Die Laichballen sinken ab und bleiben untergetaucht. Der Durchmesser der Eier beträgt 1,5 bis zwei Millimeter, sie sind oberseits bräunlich, der untere Pol ist hellgelb gefärbt.
Ältere Kaulquappen, mit grünlicher Grundfärbung und dunklem Fleckenmuster, fallen durch ungestüme Fluchtreaktionen auf. Die Gesamtlänge reicht von 40 bis 80 Millimeter. Eine Unterscheidung von anderen Wasserfroschquappen ist nicht sicher möglich.

## Lebensraum und Verbreitung

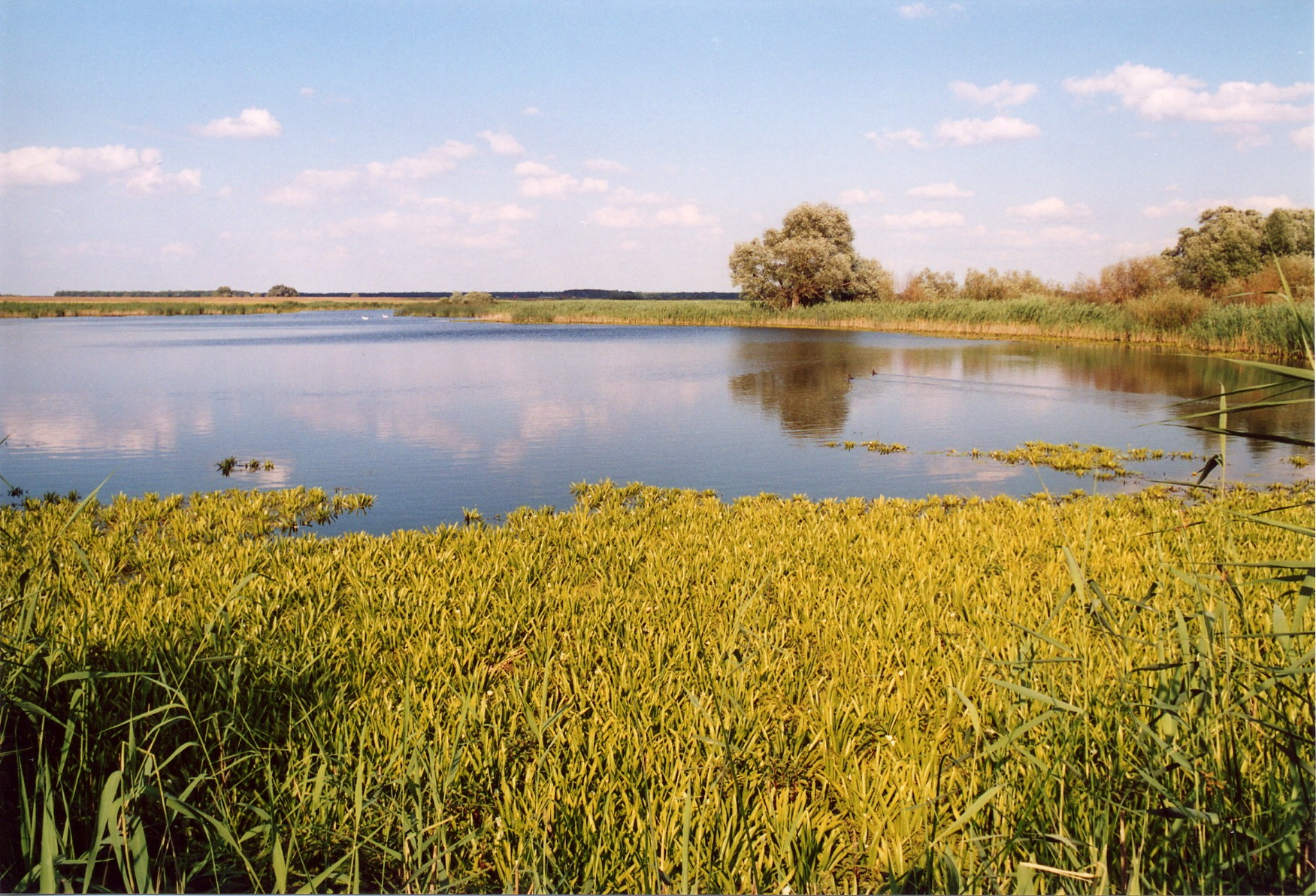
Natürlicher See in der Elbtalniederung

Der Seefrosch weist eine sehr enge Bindung an Gewässer auf. Selbst Jungtiere entfernen sich nur wenige Meter vom Gewässer. Seefrösche bevorzugen dabei größere, eutrophe Gewässer im Bereich der Flussauen, beispielsweise Seen, Altwässer, Altarme, Flutrinnen, ruhige Flussabschnitte, Bracks, größere Weiher und Baggerseen, manchmal auch Kanäle und breite Gräben. Eine reiche Wasser- und Ufervegetation ist dabei von Vorteil, jedoch sollte keine Beschattung durch Gehölze stattfinden. Dort sitzen die Tiere gerne an der Uferlinie und sonnen sich. Bei Gefahr und Störung springen sie sofort ins Wasser. Sie überwintern, anders als die meisten anderen Froschlurche, vorwiegend aquatisch im Gewässersediment. Die Art ist daher auf sauerstoffreiche, selten ganz oder längerfristig zufrierende Gewässer angewiesen.
Bis in die jüngere Zeit wurde dem Seefrosch ein großes Verbreitungsgebiet zugeordnet. Danach kommt er im mittleren und östlichen Europa sowie in Vorder- und Mittelasien und auf dem Balkan vor. In Deutschland löst sich das Areal von Osten nach Westen in diskontinuierliche Teilbereiche auf, die sich auffällig mit den großen Flusslandschaften decken. Im nordwestdeutschen Tiefland sind reine Populationen des Seefrosches in Ostfriesland und der Wesermarsch bemerkenswert. Eine großräumige Verbreitungslücke ausgerechnet in Mecklenburg-Vorpommern (Mecklenburgische Seenplatte!) ist auffällig.
Nach diesen Angaben umfasst das Areal des Seefrosches Gebiete sowohl mit kontinentalem Klima, z. B. in der Terra typica in Kasachstan, als auch mit Mittelmeer- und Wüstenklima. Das setzt eine große Anpassungsfähigkeit dieser Art voraus.

## Nahrung
Seefrösche ernähren sich von Insekten, Spinnen, Würmern und auch kannibalisch von kleineren Froschlurchen und Artgenossen sowie ihren Larven. Die Kaulquappen fressen (filtrieren) Kieselalgen, Grünalgen, Rädertierchen, tierische Einzeller, Detritus und ähnliches; später schaben sie auch weiche Wasserpflanzenteilchen ab. Bei älteren Exemplaren nimmt aber auch der Anteil tierischer Nahrung zu (etwa Kleinkrebse, Ringelwürmer). Ebenso kommt Laichkannibalismus vor.

## Gefährdung und Schutz

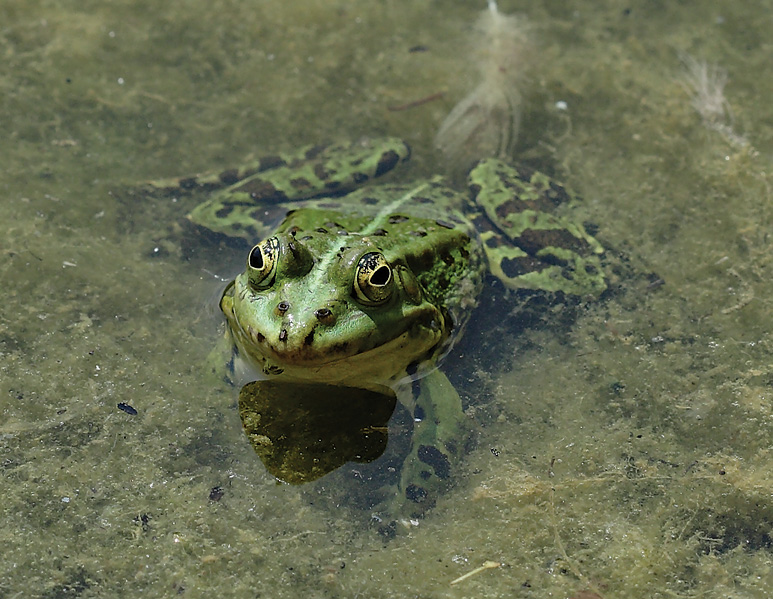
Frontansicht

Seefrösche sind wegen ihrer relativ stationären Lebensweise wohl weniger bedroht als viele andere Amphibienarten. Selbst in manchen Fischteichen – die allerdings zumindest röhrichtbewachsene Ufer haben sollten – können sie besser überleben als die anderen Lurche (mit Ausnahme der Erdkröte). Am Rand ihres Verbreitungsareals, also auch in Deutschland, scheint die Art allerdings oft keine so große ökologische Potenz zu haben wie im Zentrum der Verbreitung. Ausdruck dafür ist die starke Konzentration auf Flusstäler und Marschen, während weite Regionen dazwischen unbesiedelt sind.
Gesetzlicher Schutzstatus (Auswahl)
- Fauna-Flora-Habitat-Richtlinie (FFH-RL): Anhang V (Art kann Gegenstand von Verwaltungsmaßnahmen sein)
- Bundesartenschutzverordnung (BArtSchV): besonders geschützt

Nationale Rote Liste-Einstufungen (Auswahl)
- Rote Liste Bundesrepublik Deutschland: nicht gefährdet
- Rote Liste Österreichs: VU (entspricht: gefährdet)
- Rote Liste der Schweiz: NE (nicht bewertet)